# Georges Simenon
Georges Simenon (Liège, 13. veljače 1903. – Lausanne, 4. rujna 1989.), belgijski književnik. 
Neki književni kritičari stvaralaštvo ovog francusko-belgijskog pisca detektivskih romana smatraju pučkom, marginalnom književnošću, dok ga drugi uzdižu među najznačajnije francuske pripovjedače. Svjetsku slavu stekao je detektivskim romanima u kojima umjesto akcije dominira dočaravanje atmosfere i psihološka analiza likova. Glavno pitanje koje zaokuplja njegovog detektiva Maigreta nije "tko je ubio", već "zašto je ubio". Simenon u svojim romanima oslikava najrazličitije sredine, od pariških pločnika do arizonske pustinje, a u tim ambijentima kreću se zanimljivi likovi od kojih svaki nosi pečat svoje društvene pripadnosti.
Simenon je ostavio iza sebe preko 450 romana. Bio je pisac neiscrpne radoznalosti koju su jednako privlačili svi aspekti života, a posebice pronicljivo razotkrivanje društvenih i moralnih poroka u građanskom društvu: alkoholizma, zločina, seksualnosti, kao i pojava društvene otuđenosti i osjećaj samoće.
Znao je napisati i do 80 stranica teksta dnevno. Umro je u 86. godini od tumora na mozgu.